# Без названия (Рыбалка)
«Без названия» (англ. Untitled) или «Рыбалка» (англ. Fishing) — картина американского художника Жана-Мишеля Баския, написанная в 1981 году. В ноябре 2012 года это полотно с изображением рыбака, показывающего свой висящий на конце удочки улов, было продано на аукционе «Кристис» за 26,4 миллиона долларов.

## История
Жан-Мишель Баския написал эту картину в 1981 году, в переломное для себя время, когда из уличного художника он превратился в сенсацию в мире искусства. Тогда он начал работать в подвале галереи Аннины Носей в нью-йоркском районе Сохо, где он и создал это полотно. Ранние работы Баския этого периода относятся к наиболее ценным в его наследии. Композиционно это полотно выполнено более целостно, чем другие работы Баския этого периода. На этой картине изображён рыбак с терновым венцом на голове и нимбом, напоминающим венок из колючей проволоки. Его фигура распожена в центре полотна. Он с гордостью демонстрирует свой улов — крупную рыбу, подвешенную на конце удочки. Его чёрное тело с намеченным белым скелетом контрастирует с ярким фоном, состоящим из множества разноцветных пятен.
В 1988 году, через несколько месяцев после смерти Баския, картина была продана на аукционе за 110 000 долларов. В 2012 году она была выставлена на продажу модным фотографом Патриком Демаршелье. Ожидалось, что она побьет рекорды для работ Баския. Лоик Гузер, международный специалист по послевоенному и современному искусству «Кристис», заявил в своём отчёте: «В отличие от большинства художников, Баския написал свои лучшие картины в начале своей карьеры. „Без названия“ 1981 года объединяет в себе все составляющие энергии, свободы и дерзости, которые ищут у Баския. Рынок заждался работы подобного масштаба и свежести, и поэтому мы думаем, что она установит новый рекорд для Баския, художника, чьё имя пребывает в процессе становления классиком послевоенного американского искусства в одном ряду с Уорхолом, Де Кунингом и Поллоком». Картина оправдала подобные ожидания, будучи проданной за 26,4 миллиона долларов в ноябре 2012 года. Таким образом она превзошла предыдущий рекорд для Баския, который в июне того же года установила картина «Без названия» 1981 года, проданная за 20,1 миллионов долларов. С того времени этот рекорд был превзойдён множеством других его картин.